# Masaniello

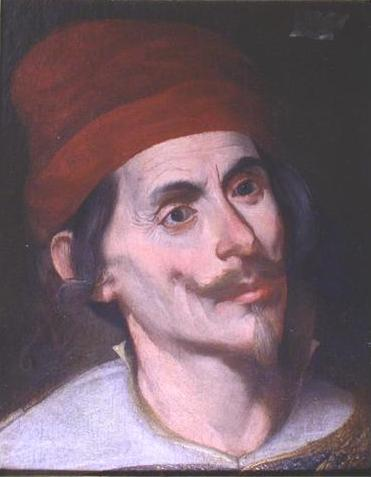
Porträt des Masaniello, Onofrio Palumbo zugeschrieben, etwa 1647

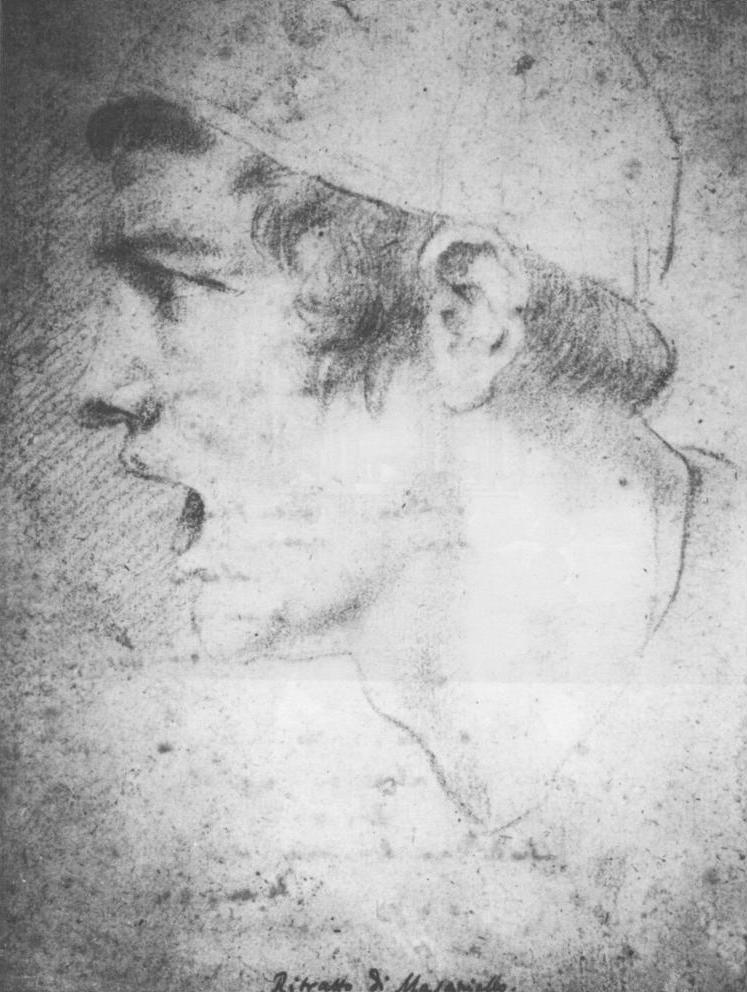
Bildnis des Masaniello, Aniello Falcone, etwa 1647

Masaniello (eigentlich Tommaso Aniello d’Amalfi; * 29. Juni 1620 in Neapel; † 16. Juli 1647 in Neapel) war der Hauptanführer eines Volksaufstandes in Neapel 1647. Im Zuge einer Hunger- und Steuerrevolte übernahm der vom Volk getragene Fischer und Händler Masaniello für zehn Tage die Macht in Neapel. Zeitzeugen berichten von einer in diesem Zeitraum einsetzenden Geistesverwirrung, am 16. Juli wurde Masaniello ermordet. Bis heute genießt er in Neapel große Popularität.

## Leben und Verlauf des Aufstandes
Tommaso Aniello lebte in Neapel als Fischer und Obsthändler. Der Steuerdruck, der unter der spanischen Herrschaft auf der Bevölkerung lastete, war durch das am 3. Januar 1647 vom Vizekönig Rodrigo Ponce de León, Herzog von Arcos, publizierte Edikt, welches eine hohe Abgabe auf Getreide und Früchte legte, ins Unerträgliche gesteigert worden; das Versprechen, sie aufzuheben, wurde nicht gehalten und die Aufregung und Erbitterung des Volkes dadurch auf die Spitze getrieben.
Als am 7. Juli die Bewohner Neapels zur Feier eines Marienfestes zahlreich in den Straßen versammelt waren, entstand auf dem Markt Streit zwischen den Fruchthändlern und Steuererhebern. Masaniello war gegen die Regierung erbittert, weil seine Frau wegen heimlicher Umgehung der Abgabepflicht bestraft worden war, und rief in die Menge: „Esst, Kinder, esst; dann wollen wir die Steuern abschaffen!“ Darauf wurden die Steuerhäuser in der Stadt geplündert und niedergerissen, die Gefängnisse erbrochen und der Vizekönig, dessen Person sich die Aufständischen bemächtigten, gezwungen, die Abschaffung sämtlicher Steuern eidlich zu versprechen.
Indessen rettete der Herzog von Arcos sich in der Nacht in das Kastell und überließ die Stadt den Rebellen. Masaniello übte nun eine unbeschränkte Herrschaft aus, ließ viele Häuser der Beamten und anderer verhasster Personen zerstören und schlug, zum Generalkapitän des Volkes erwählt, die zur Unterstützung des Statthalters heranziehenden Truppen zurück.
Täglich saß er auf dem Platz Toledo zu Gericht, und seine Todesurteile wurden auf der Stelle vollzogen. Die Banditen, welche in die Stadt strömten, um an den Vorteilen der Anarchie teilzunehmen, wurden zurückgetrieben oder hingerichtet. Masaniello war gutmütig, mit manch edler Regung und strebte keinen persönlichen Gewinn an. Er trat aber dennoch oft eitel und selbstgefällig auf.

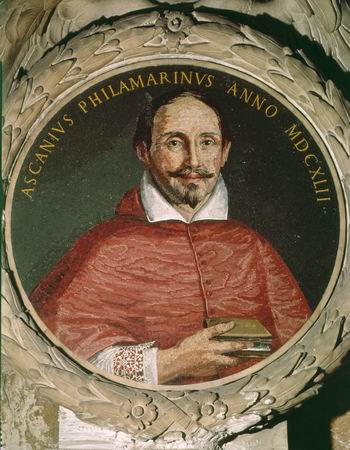
Kardinal Ascanio Filomarino, Giovan Battista Calandra, 1642

Kardinal Ascanio Filomarino, der Erzbischof von Neapel, ritt am 12. Juli als Unterhändler zum Herzog von Arcos – der Überlieferung nach von mehr als hunderttausend Menschen begleitet. Sie schlossen einen Vertrag, der die Abschaffung der neuen Steuern und Amnestie versprach und am 13. Juli in der Kirche del Carmine beschworen wurde. Von da an traten bei Masaniello „Anzeichen des Irrsinns“ hervor, und es fiel daher dem Vizekönig leicht, das Volk, das überdies die Versöhnung mit dem Vizekönig mit Misstrauen betrachtet hatte, zum Abfall von dem „von Gott Gezeichneten“ zu bestimmen. Als Masaniello am 16. Juli in der Kirche del Carmine erschien und das Volk aufforderte, ihn zu beschützen, wurde er in das Kloster del Carmine gebracht und hier von vier Banditen, die Arcos gedungen hatte, mit Flintenschüssen getötet. Tags darauf veranstaltete ihm das reuige Volk ein großartiges Totenfest und setzte seine Leiche in der Kirche del Carmine bei.

## Nachleben in Literatur und Musik
- Christian Weise verarbeitete den Stoff 1683 in einem Drama: Masaniello. Trauerspiel (Hrsg. von Fritz Martini, Reclam, Stuttgart 1972; Universal-Bibliothek Nr. 9327–9329).
- Reinhard Keiser komponierte 1706 die Oper Die neapolitanische Fischer-Empörung oder Masaniello furioso.
- August Gottlieb Meißner verfasste 1784 einen historischen Roman Masaniello.
- Masaniello ist Hauptfigur des Revolutionstücks Thomas Aniello von August Fresenius (1818).
- Michele Carafa, Komponist der Neapolitanischen Schule, schuf 1827 die Oper Masaniello, ou Le pêcheur napolitain.
- Daniel-François-Esprit Auber benutzte den Stoff für seine 1828 komponierte Oper Die Stumme von Portici.
- In Wolfgang Kirchbachs Künstlerroman Salvator Rosa (Leipzig 1880) spielt Masaniello eine wichtige Nebenrolle.
- Elke Hermannsdörfer schrieb den historischen Roman Neapolis (Krüger-Verlag, Frankfurt am Main 1992) als eine fiktive Lebensbeichte Masaniellos kurz vor seinem Tod in einer Klosterzelle.
- In einem seiner bekanntesten Songs (Je so’ Pazzo, übersetzt etwa „Ich bin verrückt“) vergleicht sich der neapolitanische Sänger Pino Daniele mit dem Aufständischen Masaniello.[2]